# Roa haraguchiae
Roa haraguchiae là một loài cá biển thuộc chi Roa trong họ Cá bướm. Loài này được mô tả lần đầu tiên vào năm 2020.

## Từ nguyên
Từ định danh haraguchiae được đặt theo tên của bà Yuriko Haraguchi, một tình nguyện viên tại Bảo tàng Đại học Kagoshima trong hơn 15 năm qua, người đã hỗ trợ công tác nghiên cứu ngư học và quản lý bộ mẫu vật cá của các tác giả.

## Phạm vi phân bố và môi trường sống
R. haraguchiae được biết đến qua các mẫu vật được thu thập từ Nhật Bản và Philippines ở vùng nước có độ sâu khoảng 146–162 m, nhưng loài này cũng được nhìn thấy ở độ sâu nông hơn (khoảng 70 m).

## Mô tả
Chiều dài lớn nhất được ghi nhận ở R. haraguchiae là 10 cm. Thân có màu trắng với ba dải sọc màu nâu sẫm; dải thứ nhất hẹp hơn hai dải còn lại, nằm trên đầu và băng qua mắt. Có một đốm tròn đen viền trắng đặc trưng ở phía sau của vây lưng. Vây đuôi gần như trong suốt.
R. haraguchiae có quan hệ họ hàng gần nhất với Roa rumsfeldi nhưng vẫn có thể được phân biệt qua sự chênh lệch trong việc đếm định lượng ngư học và kiểu hình. Rìa trước dải nâu thứ hai của R. haraguchiae không chạm đến gốc gai vây bụng như R. rumsfeldi. Vây bụng ở R. haraguchiae và các loài còn lại trong chi Roa đều có gai màu trắng nổi bật, nhưng gai của R. rumsfeldi lại có màu nâu sẫm hoàn toàn.